# Marco Höger
Marco Höger (Cologne, 16 de setembro de 1989) é um futebolista profissional alemão que atua como meia. Atualmente joga no 1. FC Köln.

## Carreira
Marco Höger começou a carreira no Alemannia Aachen.